# اتحادیه اوترخت
اتحادیه اوترخت (هلندی: Unie van Utrecht) معاهده ای بود که در ۲۳ ژانویه ۱۵۷۹ در اوترخت هلند امضا گردید و استان‌های شمالی هلند را متحد کرد. این اتحادیه در تمام مدت تحت کنترل هابسبورگ اسپانیا بود. پایتخت این اتحادیه شهر آنتورپ در بلژیک امروزی بود.
اتحادیه اوترخت به عنوان پایه و اساس جمهوری هفت استان متحد در نظر گرفته می‌شود. این اتحادیه تا زمان آتش‌بس دوازده ساله در سال ۱۶۰۹ توسط امپراتوری اسپانیا به رسمیت شناخته شد.
در ادامه همان سال، ایالت‌های دیگر هلند نیز این معاهده را امضا کردند، از جمله گنت، شهرهای فریزلند، و همچنین سه محله گولدرها (محله نایمگن، محله ولووه، شهرستان زوتفن). در تابستان ۱۵۷۹، آمرسفورت از استان اوترخت نیز به همراه یپرس، آنتورپ، بردا و بروکسل به آن پیوستند. در فوریه ۱۵۸۰، لیر، بروژ و مناطق اطراف آن نیز این معاهده را امضا کردند.

نقشه هلند تحت حاکمیت اسپانیا، اتحادیه اوترخت و اتحادیه آراس (۱۵۷۹)

پس از امضای این قرارداد نمای کلی حاکمیت هلند به صورت زیر بود:
- شهرستان هلند
- شهرستان زیلند
- اربابنشین اوترخت
- دوک نشین گولدرها
- ارباب گرونینگن
- ارباب فریزلند
- شهرستان درنته
- ارباب اوریسل
- دوک نشین برابانت
- شهرستان فلاندر
- شهرهای تورنای و والنسین

شهر آنتورپ تا زمان سقوط آن به دست اسپانیایی‌ها پایتخت این اتحادیه بود.
فلاندر و همچنین نیمی از برابانت تقریباً به‌طور کامل توسط سربازان اسپانیایی فتح شد، پس از اتحاد اوترخت، استان‌های متحد هنوز حکومت اسپانیا را به رسمیت می‌شناختند. .